# ターラー (通貨)

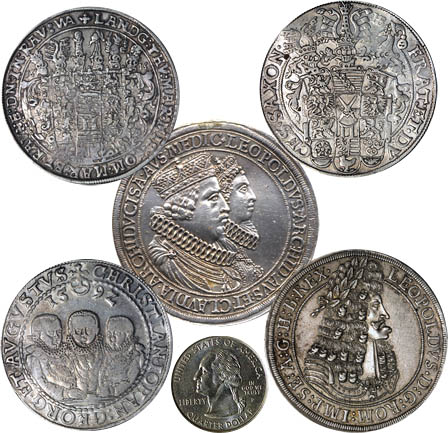
16世紀末から18世紀初頭までドイツおよびオーストリアで発行されていたターラー銀貨。中央下にある現代のアメリカの25セント硬貨と比べるとその大きさがわかる

ターラー（ターレル、Thaler、Talerとも）は、16世紀以来数百年にわたりヨーロッパ中で使われていた大型銀貨。その名残は、現在もアメリカ合衆国ドルをはじめとするドル（dollar）や、2007年までスロベニアで使われていたトラール（tolar）などの通貨名に残る。
ターラー（ターレル）の語源は「ヨアヒムスターラー」（Joachimsthaler）という銀貨の名が短縮されたものである。ヨアヒムスターラーは、16世紀初めに大きな銀山が発見され、1518年以来この種の銀貨が発行されてきたボヘミア（現在のチェコ）の町、ザンクト・ヨアヒムスタール（現在のヤーヒモフ）に由来する。

## 起源

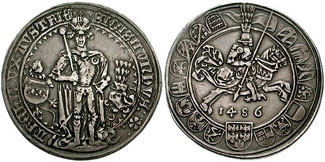
ジークムントの名前で発行したグルデングロッシェン、1486年

ターラーと同サイズの銀貨が造られるのは15世紀後半に遡る。15世紀の終わりにかけてヨーロッパ各国の通貨の品位は著しく悪化した。相次ぐ戦争のために戦費をひねり出すための低品位貨の発行が続いたほか、中東・インド・インドネシア・中国などからスパイス、絹、陶磁器ほか高価な品物を買い、銀貨や金貨で支払うという一方的な貿易を続けたため金や銀が流出したことによる。これらの要因のため、グロシュ（グロッシェン、グロ）銀貨の銀の含有量は急激に落ち、中には5%以下になったものもあり、銀貨の価値は13世紀や14世紀のころに比べ下落した。
この流れを断ち切るため、またヨーロッパでの新たな銀山の発見や採掘開始もあり、イタリアでは1472年に重さ6グラムを超える大きなサイズのリラ銀貨が導入された。これはフランスのグロ・トゥルノワ銀貨の重さ4グラムほどを大きく超えるものだった。1474年には9グラムのリラ銀貨も発行された。
これに続き、1484年、オーストリア大公のジークムントは下落した通貨の改革を目指し、純度937パーミル（93.7%）、15グラム半ほどの重さで30クロイツァーの価値のある「半グルデングロッシェン」（Guldengroschen）銀貨を発行した。これは非常にまれな硬貨でほとんど試験的なものだったが盛んに流通し成功をおさめた。ジークムントはこれをもとに、シュヴァーツの銀山とハル・イン・チロルの発行所を使って1486年に後のターラーと同サイズで31グラムあまりの重さの大型銀貨、グルデングロッシェン（Guldengroschen）を多数発行した。これは60クロイツァーの価値があり、グロシュ銀貨であるがグルデン金貨（ギルダー、フローリン金貨）と同様の価値を持った。
グルデングロッシェンは「グルディナー」（guldiner）の愛称で呼ばれ、すぐさま成功をおさめた。銀山のある国は競ってグルディナーを模倣した。他の分野の芸術家同様にルネサンスに影響されていた浮彫り師らは、発行国の紋章をあしらった複雑で精巧な模様や、主君の写実的な肖像などを打刻極印に彫りこんだ。

## ヨアヒムスターラー

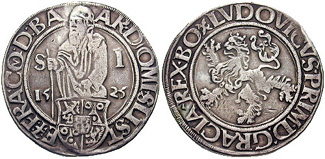
1525年の年号のあるヨアヒムスターラー

1518年、すでにグルディナー銀貨は中欧の各地で非常に流通しておりハプスブルク家の支配する神聖ローマ帝国の一部だったボヘミアでも発行されていた。これはハル・イン・チロルで造られていたものと同じサイズだったが純度は若干落ちており、原料の銀が採掘された当時新発見の銀山、ザンクト・ヨアヒムスタール（Sankt Joachimsthal、ザンクト・ヨアヒムは「聖ヨアキム」、タールは「谷」、現在のチェコとドイツの国境付近のヤーヒモフ）にちなんで「ヨアヒムスターラー」と呼ばれた。この銀貨には聖ヨアキムの肖像が浮彫りされていた。
同様の銀貨が銀の豊富な隣接の渓谷地帯でも鋳造されており、それぞれの谷（タール）の名にちなみ「…ターラー」と呼ばれた。これら多数の種類の銀貨は「ターラー」（thaler）と略称された。当時ヨーロッパ各地では商取引の基準として新たな通貨が求められていたが、これら初期のターラーから造られた「新ターラー」がその基準通貨となり、同様の大きさおよび銀の重さの通貨が欧州各地で発行された。

## ドイツのターラー

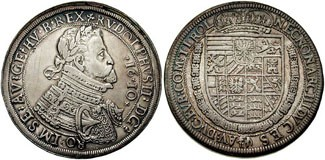
ルドルフ2世 (神聖ローマ皇帝)の肖像が浮き彫りにされた、1610年発行のターラー

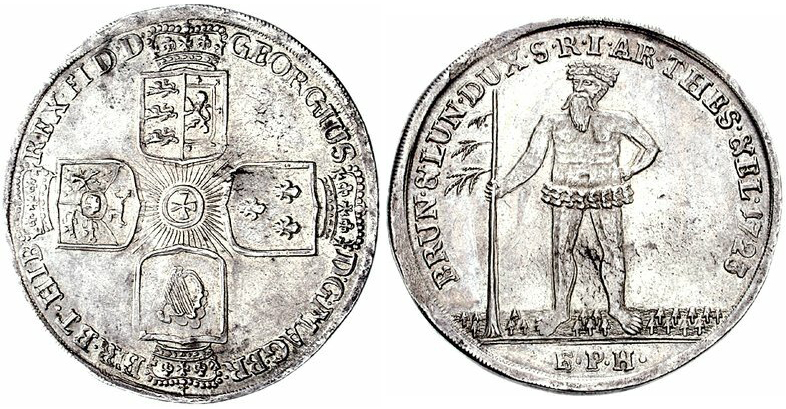
ハノーファーの1723年発行のターラー

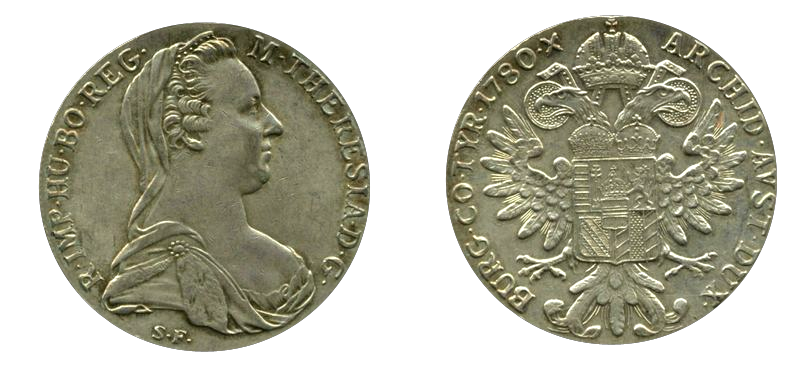
マリア・テレジア・ターラー、年号を1780年に固定し、20世紀まで発行され続けたターラー。主にアフリカで使用された。

ターラー銀貨発行の絶頂期は16世紀末から17世紀、各地で多様なターラー（いわゆる「ローザー」、löser）が発行された時期だった。ハルツ山地のブラウンシュヴァイクで最初にこうしたターラーが発行され、以後の多くもこの地で発行された。ターラー銀貨のいくつかはサイズが大型化し、普通のターラー銀貨の16倍の大きさの物、重さ450グラム以上、直径12cm以上のものもあったが、その大型化の当初の理由はよく分からない。「ローザー」の名の由来は、ハンブルクで発行されていた10ダカットの価値の大型金貨「Portugalöser」からと考えられる。ローザー銀貨のいくつかはこの大型金貨と同様の価値を持ったが、すべてがその価値があったわけではない。結果的に、ローザーという言葉は1ターラー以上の価値のある大型硬貨の名となった。現在この種の大型銀貨はほとんど残っておらず、大きいものは数万ドル以上でコレクター間で取引される。これら大型銀貨は実際に取引に使われたものは少なく、多くは保存状態がよい。
神聖ローマ帝国では、ターラーはグルデン・グロッシェン・ペニヒなどといった各地の領邦の通貨を比べる基準として使われた。基準の17つはライヒスターラー（帝国ターラー、Reichsthaler）で、9分の1ケルンマルク（1ケルンマルクは233.856グラム）の重さの銀を含むものだった。1754年、10分の1ケルンマルクの銀からなるコンヴェンツィオンスターラー（Konventionstaler）が導入された。プロイセン王国は14分の1ケルンマルクの銀を含むターラー銀貨を使用していたが、プロイセンの勢力伸長とともに1837年の関税同盟ではプロイセン・ターラーが「南ドイツグルデン」（Gulden、7分の4ターラーに等しい）とともにドイツ南部やラインラントの通貨となった。1850年には、多くの領邦が自前通貨とともにこのターラーを用いていた。
1857年、オーストリア帝国がフェアアインスターラー（統一ターラー、ユニオンダラー、Vereinsthaler）を定め、ドイツ全土で通用するようになった。各地でこれにともないフェアアインスターラーが通貨となった（プロイセン王国のプロイセン・フェアアインスターラー、ザクセン王国のザクセン・フェアアインスターラーなど）。フェアアインスターラーは普墺戦争の結果1867年にオーストリア帝国での打刻が停止され、ドイツ統一後の1872年にはドイツ帝国でも金マルクに切り替えられた。
マリア・テレジア即位後に1741年に発行されたマリア・テレジア・ターラーは欧州のみならず初期のアメリカ合衆国や中東各国でも通用し、20世紀前半まではエチオピアやオマーンの通貨となっていた。イタリア領エリトリアでは、1890年から1921年までエリトリア・タレーロが流通していた。

## 各地のターラー
ターラー銀貨は、ヨーロッパ中での銀の発見や、新大陸や日本などからの銀の流入、ヨーロッパ規模での商業圏の一体化の進展等により（価格革命）、ヨーロッパで広く通用する通貨となった。また、ターラー同様の大きさと銀の量の貨幣が各地で打刻された。これらの銀貨（日本では洋銀などと呼ばれるもの）は、ターラーに由来する名称で呼ばれるようになった。

### オランダ
オランダでは、ターラーに由来するダアルダー（ダールダー、daalder）やライクスダアルダー（rijksdaalder）がギルダー（gulden）とともに流通した。ダアルダーは1.5ギルダー、ライクスダアルダーは2.5ギルダーであった。ライクスダアルダーはライオンの像を彫っており、それゆえリューエンダーラー（leeuwendaler、ライオン・ドル、ドイツ語ではレーヴェンターラー Löwenthaler）とも呼ばれた。これはオスマン帝国領内の各地、たとえばルーマニアなどでも流通したため、レウ（leu、ルーマニア・レウおよびモルドバ・レウ）やブルガリアのレフ（lev）など「ライオン」を意味する通貨名の由来となった。オスマン帝国がダアルダーを模倣して独自に発行を始めた銀貨は「クルシュ」（グロシュ銀貨の名に由来する）と呼ばれ、欧州では「ピアストル」の名でも呼ばれるようになった。ライクスダアルダー（2.5ギルダー硬貨）の発行は2002年にギルダーがユーロに切り替えられるまで続いていた。

### スカンジナビア

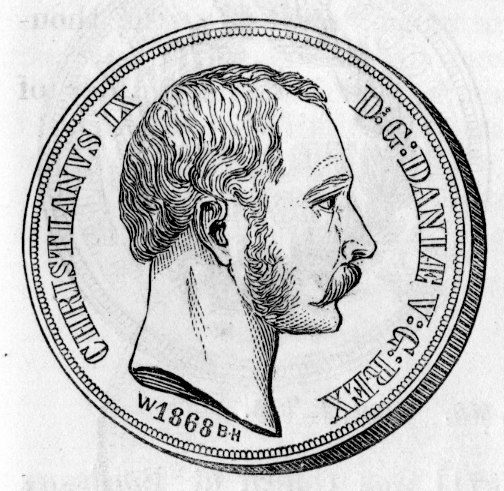
デンマークのリグスダーラー、1868年

ターラーはスカンジナビアに導入され、17世紀前半にはもっとも流通した貨幣となり、ダーラー（ダーレル、daler）の名で呼ばれた。多くのダーラーが鋳造されたが、デンマークのリグスダーラー（リグスダーレル、rigsdaler）、スウェーデンのリクスダーラー（リクスダーレル、riksdaler）、ノルウェーのスペシーダーラー（スペシーダーレル、speciedaler）などが代表的である。これらのダーラーはスカンディナヴィア通貨同盟が導入したデンマーク・クローネとスウェーデン・クローナに切り替わる1873年まで使用された。ノルウェーも1876年に通貨同盟に加入し、ダーラーに代わりノルウェー・クローネを導入した（クローナおよびクローネは、「王冠」に由来する）。

### その他
ターラーに基づく通貨にはほかにもイングランドのクラウン貨幣や、スペインの8レアル貨幣（ペソ）などがある。イングランドではオランダのダアルダーに由来しダラー（ドル、dollar）の名がターラーや同様の貨幣に使われた。オランダのライオン・ドル、スペインの8レアル銀貨（スペイン・ドル/スペイン・ダラー）、オーストリアのマリア・テレジア・ターラーはアメリカ植民地で各国との交易とともに流通したが、特にメキシコの豊富な銀産出に裏打ちされたスペイン・ダラーがヨーロッパもアメリカも席巻した。アメリカ合衆国独立後は、スペイン・ダラーやメキシコ・ダラーなどをもとにしてUSダラーが定められた。ダラー（ドル）という通貨名は、オーストラリア、カナダ、香港、ニュージーランドほか世界各地で使用されている。スペイン・ダラーやメキシコ・ダラーが「洋銀」として流入した東アジアでは、ダラーを漢字で「圓」と表記し、人民元、円、ウォンなどの通貨単位の起源ともなった。サモアではタラ（tala）という通貨が使われている。ヨーロッパではヴェネツィアの商人たちがメキシコ・ダラーを「ピアストル」（金属板という意味のイタリア語に由来する）と呼び、中東に大量に流通させ、オスマン帝国が同価値のクルシュ銀貨（ピアストル）を作るきっかけになった。
その他、イタリアではタレーロ（tallero）、スロベニアではトラール（tolar）、ポーランドではタラール（talar）などの名で流通し、トラールはユーロに代わる2007年初頭まで使用された。イタリアの勢力圏であったエリトリアでもタレーロは流通した。

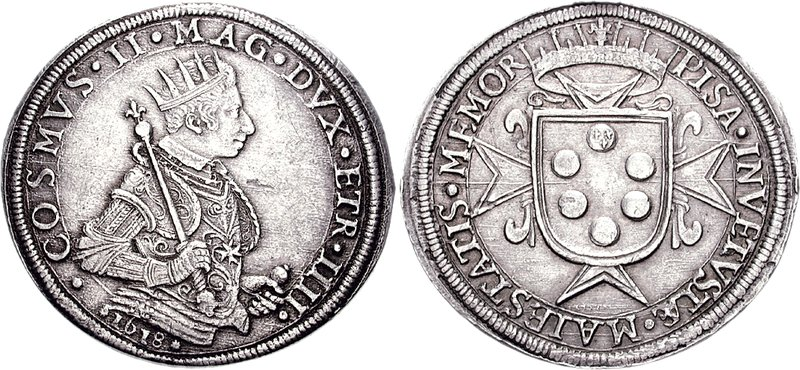
トスカーナの1618年のタレーロ銀貨

## 年表
- 1486年：オーストリア大公ジークムントが31.93グラム、純度937.5、60クロイツァーの価値のグルデングロッシェン銀貨（英語版）を発行(製造：ハーゼック城)。
- 1493年：スイスが最初のグルデングロッシェン銀貨をベルンで発行。
- 1500年：ドイツ最初のグルデングロッシェン銀貨（グルディナー）がザクセン公国で発行、24グロッシェンと交換できる価値をもった。ブレーメン市では1グルディナーは36グロッシェンで流通した。これらのグルディナーは重さを29.2グラムに減らされて発行されていた（8分の1ケルンマルクに相当）。
- 1518年：最初の「ターラー」銀貨、ヨアヒムスターラーがボヘミアのヨアヒムスタールで発行される。重さは1500年のグルディナーと同じ。
- 1524年：グルディナー銀貨の標準化のためにエスリンゲンで通貨法（Reichsmünzordnung）が発行される。重さはヨアヒムスターラー同様、29.2グラム、純度は937.5パーミルが標準となる。
- 1534年：ザクセンとボヘミアは、グルディナー銀貨の重さを29.2グラムにしたまま純度を903.0に下げる。これ以後、ターラーとグルディナーの価値に違いが生じる。
- 1551年：アウクスブルクで新しい通貨法ができる。グルディナーの純度は更に882.0に下げられたが、重さは31.18グラムへ増やされた。これにより銀貨は1グルデン金貨と同等となった。1ターラーはこれにより72クロイツァーとなった。
- 1559年：神聖ローマ皇帝カール5世の死後、アウクスブルクで再度新しい通貨法が公布。グルディナー（この時、ライヒスグルディナーとなった）は重さ24.62グラムにまで小さくされたが純度は931.0に上げられた。グルディナーは60クロイツァーとなった。
- 1566年：グルディナーの役割は、ザクセンで通貨に関する布告が出され「ライヒスターラー」が導入されたことでいくらか削られた。ターラーの純度は889.0、重さは29.2グラムであった。
- 1667年：ザクセン公国、ブランデンブルク選帝侯領、ブラウンシュヴァイク＝リューネブルク公国の間で、ツィナ修道院（Kloster Zinna）において同意がなされ、ターラーの小型化が図られた。重さは28.1グラムに軽くされたが、純度889.0は変わらなかった。
- 1690年：ライプツィヒ通貨会議で、ザクセン、ブランデンブルク、ブラウンシュヴァイクの銀貨の質の低下について話し合われる。1667年の合意でもこの問題は解決できていなかったため、ターラーは更に重さを25.9グラムに下げられ、銀1ケルンマルクから12個のターラー銀貨が造られるようになった。
- 1741年：オーストリアはマリア・テレジア・ターラーを発行。
- 1750年：プロイセン王国、ヘッセン、ブラウンシュバイクの統治下の地域でターラーの重さは22.2グラムに、純度は750.0に大幅削減。1ケルンマルクの銀からのターラー銀貨の数は14個に。
- 1754年：オーストリアとバイエルン選帝侯領の間で1753年に行われた金融合意により、コンヴェンツィオンスターラーが導入され、銀1ケルンマルクに対しターラー銀貨10個となる。重さは28.2グラム、純度は833.0となる。この時期にはターラー銀貨は中部および南部ドイツに広まる。
- 1755年：クローネンターラー（Kronenthaler）がハプスブルク家支配下の地域で発行される。オランダおよび南ドイツでは多く流通した。重さは29.44グラム、純度は873.0。
- 1857年：ウィーン通貨協議でケルンマルクはドイツおよびオーストリアの通貨の基準から外される。基準は銀500グラムに替わり、最初のフェアアインスターラーは500グラムの銀から打刻される。銀貨の重さは18.5グラム、純度は900.0で、1ターラーは90オーストリア・クロイツァー、105バイエルン・クロイツァー、30グロッシェン、48シリングに等しくされた。
- 1872年：最後のターラー銀貨がザクセン王国などで発行される。
- 20世紀初頭：マリア・テレジア・ターラーのアビシニア（エチオピア）での発行計画が失敗。1935年、エチオピアを支配したイタリアはこの地でなお流通していたマリア・テレジア・ターラーを発行。